# Uralic and Altaic Series
Die Uralic and Altaic Series (etwa: Ural-altaische Reihe) ist eine englischsprachige Publikationsreihe der Indiana University Publications mit Monographien zu den „ural-altaischen Sprachen“ und Literaturen verschiedener Völker des Urals und des Altais. Sie wird herausgegeben von John R. Krueger und Thomas A. Sebeok am Research Center in Anthropology, Folklore and Linguistics und Research Center for the Language Sciences an der Indiana University Bloomington, Indiana. Einige der Verfasser – wie z. B. Nicholas Poppe – steuerten gleich mehrere Bände bei. – Der erste Band der Reihe erschien 1960. Als zeitlich letzten Band führt die Webseite der Indiana University den 2012 erschienenen Band 174 an. Die folgende Übersicht erhebt keinen Anspruch auf Aktualität oder Vollständigkeit:

## Bände
- 1. American Studies in Uralic Linguistics.
- 2. Poppe, Nicholas. Buriat Grammar.
- 3. Hakulininen, Lauri, The Structure and Development of the Finnish Language.
- 4. Martin, Samuel E. Dagur Mongolian: Grammar, Texts and Lexicon.
- 5. Sebeok, Thomas A. and Ingemann, Frances. An Eastern Cheremis Manual: Phonology, Grammar, Texts, and Glossary.
- 6. Lees, Robert B. The Phonology of Modern Standard Turkish.
- 7. Krueger, John R. Chuvash Manual: Introduction, Grammar, Reader and Vocabulary.
- 8. Bosson, James E. Buriat Reader.
- 9. Zeps, Valdis J. Latvian and Finnic Linguistic Convergence.
- 10. Poppe, Nicholas, Jr. Uzbek Newspaper Reader.
- 11. Lotz, John Hungarian Reader (Folklore and Literature) With Notes.
- 12. Harms, Robert T. Estonian Grammar.
- 13. Poppe, Nicholas. American Studies in Altaic Linguistics.
- 14. Hajdú, Péter. The Samoyed Peoples and Languages.
- 15. Austerlitz, Robert. Finnish Reader and Glossary.
- 16. Olmsted, David L. Korean Folklore Reader.
- 17. Tauli, Valter. Structural Tendencies in Uralic Languages.
- 18. Sjøberg, Andree F. Uzbek Structural Grammar.
- 19. Swift, Lloyd B. A Reference Grammar of Modern Turkish.
- 20. Krader, Lawrence. Social Organization of the Mongol-Turkic Pastoral Nomads.
- 21. Krueger, John R. Yakut Manual: Area Handbook, Grammar, Graded Reader and Glossary.
- 22. Tietze, Andreas. Turkish Literary Reader.
- 23. Sinor, Denis (editor). Aspects of Altaic Civilization.
- 24. Street, John C. Khalkha Structure.
- 25. Poppe, Nicholas. Tatar Manual.
- 26. Krader, Lawrence. Peoples of Central Asia.
- 27. Lehtinen, Meri. Basic Course in Finnish.
- 28. Shnitnikov, Boris. Kazakh-English Dictionary.
- 29. Austin, William M., Hangin, John G, and Onon, Peter M. Mongol Reader.
- 30. DeSmedt, A. and Mostaert, A. Le Dialecte Monguor.
- 31. Oras, Ants. Estonian Literary Reader.
- 32. Krueger, John R. The Turkic Peoples: Selected Russian Entries from the Great Soviet Encyclopedia with an Index in English.
- 33. Hebert, Raymond. Kirghiz Manual.
- 34. Oinas, Felix. Estonian General Reader.
- 35. Böhtlingk, Otto. Über die Sprache der Jakuten.
- 36. Poppe, Nicholas. Bashkir Manual.
- 37/1. Rupen, Robert A. Mongols of the Twentieth Century, Part 1.
- 37/2. Rupen, Robert A. Mongols of the Twentieth Century, Part 2: Bibliography.
- 38. Bosson, James E. Modern Mongolian: A Primer and Reader.
- 39. Vuorela, Toivo. The Finno-Ugric Peoples [translated by John Atkinson]. Bloomington. 1964. ISBN 0-87750-008-8.
- 40. Wiedemann, F. J. Syrjänisch-Deutsches Wörterbuch.
- 41. Keresztes, Kálmán. Morphemic and Semantic Analysis of the Word Families: Finnish Ete- and Hungarian El-‘Fore’.Bloomington. 1964. 101 pp. ISBN 0-87750-010-X.
- 42. Harms, Robert T. Finnish Structural Sketch.
- 43. Riasanovsky, Valentin A. Fundamental Principles of Mongol Law. Bloomington. 1965. 343 pp. ISBN 0-87750-063-0.
- 44. Raavila, P. Finnish Literary Reader.
- 45. Householder, Fred W. Jr., with Mansour Lotfi. Basic Course in Azerbaijani.
- 46. Kálmán, Béla. Vogul Chrestomathy.
- 47. Rédei, Károly. Northern Ostyak Chrestomathy. Bloomington. 1965. 132. pp. LC65-63017.
- 48. Riasanovsky, Valentin A. Customary Law of the Nomadic Tribes of Siberia.
- 49. Hasselbrink, Gustav. Alternative Analyses of the Phonemic System in Central South-Lappish. Bloomington. 1964. 61 pp. ISBN 0-87750-015-0.
- 50. Décsy, Gyula. Yurak Chrestomathy. Bloomington. 1966. 107 pp. ISBN 0-87750-004-5.
- 51. Gulya, János. Eastern Ostyak Chrestomathy.
- 52. Erdely, Stephen. Methods and Principles of Hungarian Ethnomusicology.
- 53. Castrén, M. Alexander. Grammatik der samojedischen Sprachen [with a foreword by Péter Hajdú]. Bloomington. 1966. 608 pp. ISBN 0-87750-017-7.
- 54. Oinas, Felix. Basic Course in Estonian. 1968(3rd revised edition). Bloomington. 393 pp. ISBN 0-933070-306.
- 55. Pannonius, Ioannes Sylvester. Grammatica Hungaro-Latina [facsimile of the reprint of 1866, with a foreword by Thomas A. Sebeok]. Bloomington. 1968. 78 pp. ISBN 0-87750-019-3.
- 56. Popov, A.A. The Nganasan (translated by Elaine K. Ristinen). Bloomington. 1966. 168 pp. ISBN 0-87750-020-7.
- 57. Diószegi, V. Popular Beliefs and Folklore Tradition In Siberia. 1968. 498 pp.
- 58. Pao, Kuo-yi. Studies on the Secret History of the Mongols. Bloomington. 1965. 163. pp. ISBN 0-87750-065-7.
- 59. Raun, Alo. Basic Course in Uzbek. Bloomington. 1969. 271 pp. ISBN 0-87750-066-5.
- 60. Eckmann, János. Chagatay Manual.
- 61/1. Pozdneyev. A. M. Mongolia and the Mongols, vol. 1.
- 61/2. Pozdneyev. A. M. Mongolia and the Mongols, vol. 2.
- 62. Fishman, Joshua A. Hungarian Language Maintenance in the United States.Bloomington. 1966. 58 pp. ISBN 0-87750-021-5.
- 63. Lotz, John. The Uralic and Altaic Program of the American Council of Learned Societies.
- 64. Rubel, Paula G. The Kalmyk Mongols: A Study in Continuity and Change.
- 65. Lehiste, Ilse. Consonant Quantity and Phonological Units in Estonian. Bloomington. 1966. 73 pp. ISBN 0-87750-022-3.
- 66. Keleti Szemle–Revue Orientale (edited by Ignácz Kúnos and Bernát Munkácsi), volumes 1-21.
- 67. Zsilka, János. The System of Hungarian Sentence Patterns.
- 68. Ariste, Paul. A Grammar of the Votic Language. Bloomington. 1968. 121 pp. ISBN 0-87750-024-X.
- 69. Tekin, Talat. A Grammar of Orkhon Turkic.
- 70/1. Ashmarin, Nikolaj Ivanovich. Thesaurus Linguae Tschuvaschorum, vol. 1.
- 70/2. Ashmarin, Nikolai Ivanovich. Thesaurus Linguae Tschuvaschorum, vol. 2.
- 70/3. Ashmarin, Nikolaj Ivanovich. Thesaurus Linguae Tschuvaschorum, vol. 3.
- 70/4. Ashmarin, Nikolaj Ivanovich. Thesaurus Linguae Tschuvaschorum, vol. 4. Bloomington. 1969. 352 pp. ISBN 087750-073-8.
- 70/5. Nicht veröffentlicht.
- 70/6. Nicht veröffentlicht.
- 71. Maranda, Elli. Finnish Folklore Reader.
- 72. Ahokas, Jaakko. History of Finnish Literature.
- 73. Hangin, John G. Basic Course in Mongolian (Edited by John R. Krueger) Bloomington. 1968. 208 pp. ISBN 0-87750-074-6.
- 74. Vértes, Edith. Die ostjakischen Pronomina.
- 75. Szabó, László. Selkup Texts with Phonetic Introduction and Vocabulary. Bloomington. 1967. 62 pp. ISBN 0-87750-026-6.
- 76. Kiefer, Ferenc. On Emphasis and Word Order in Hungarian. Bloomington. 1967. 243 pp. ISBN 0-87750-027-4.
- 77. Foltiny, Stephen. The Hungarian Archeological Collection of the American Museum of Natural History in New York. Bloomington. 1969. 140 pp. ISBN 0-87750-028-2.
- 78. Budenz, József. A Comparative Dictionary of the Finno-Ugric Elements in the Hungarian Vocabulary [Hungarian text with English Introduction by Gyula Décsy]. Bloomington. 1966. 986 pp. ISBN 0-87750-029-0.
- 79/1 Radloff, V. V. South-Siberian Oral Literature, Turkic Texts, Vol. 1.
- 79/2 Radloff, V. V. South-Siberian Oral Literature, Turkic Texts, Vol. 2.
- 80. Lakó, György. The Proto-Finno-Ugric Antecedents of the Hungarian Phonetic Stock. Bloomington. 1966. ISBN 0-87750-030-4.
- 81. The First Votyak Grammar [text in Russian with an introduction in English by Gyula Décsy]. 1967. 113 pp. ISBN 0-87750-031-2.
- 82. Veenker, Wolfgang. Die Frage des Finnougrischen Substrats in der russischen Sprache. Bloomington. 1967. 329 pp. ISBN 0-87750-032-0.
- 83. Tamás, Lajos. Etymologisch-historisches Wörterbuch der ungarischen Elemente in Rumänischen.
- 84. Beöthy, Erzsébet. Die Bezeichnungen für Himmelsrichtungen in den finnisch-ugrischen Sprachen. Bloomington. 1967. 241 pp. ISBN 0-87750-033-9.
- 85. Arany, A. László. The Phonological System of a Hungarian Dialect; An Introduction to Structural Dialectology [text in Hungarian]. Bloomington. 1967. 184 pp. ISBN 0-87750-034-7.
- 86. Basgöz, Ilhan and Wilson, Harold E. Educational Problems in Turkey, 1920-1940.
- 87. Thomsen, Vilhelm. On the Influence of Germanic Languages on Finnic and Lapp.
- 88. Krueger, John R. Mongolian Epigraphical Dictionary in Reverse Listing.
- 89. Hangin, John G. A Concise English-Mongolian Dictionary. Bloomington. 1970 (3rd printing). 288 pp. ISBN 0-87750-079-7.
- 90. Kurman, George. Development of Written Estonian. Bloomington. 1968. 120 pp. ISBN 0-87750-036-3.
- 91. Sajnovics, Joannes. Demonstratio. Idioma Ungarorum et Lapponum Idem Esse [facsimile of the 1770 edition with a foreword by Thomas A. Sebeok]. Bloomington. 1968. 132 pp. ISBN 0-87750-037-1.
- 92. Bosson, James E. A Treasury of Aphoristic Jewels: The Subhasitaratnanidhi of Sa Skya Pandita in Tibetan and Mongolian. Bloomington. 1969. 398 pp. ISBN 0-87750-080-0.
- 93. Stoebke, Renate. Die Verhältniswörter in den Ostseefinnischen Sprachen. Bloomington. 1968. 354 pp. ISBN 0-87750-038-X.
- 94. Krueger, John R. (editor). Cheremis-Chuvash Lexical Relationships. Bloomington. 1968. 117 pp. ISBN 087750-039-8.
- 95. Gyarmathi, Samuel. Affinitas Linguae Hungaricae cum Linguis Fennicae Origins (facsimile of the 1799 edition with a Memorial in English by Miklos Zsirai). Bloomington. 1968. 380 pp. ISBN 0-87750-040-1.
- 96. Sinor, Denis. Inner Asia (A Syllabus). 1987 (3rd printing). 261 pp. ISBN 0-87750-081-9.
- 97. Magdics, Klara. Studies in the Acoustic Characteristics of Hungarian Speech Sounds. Bloomington. 1969. 141 pp. ISBN 0-87750-041-X.
- 98. Szenciensis, Albertus Molnar. Nova Grammatica Ungarica (facsimile of the reprint of 1866). Bloomington. 1969. 201 pp. ISBN 0-87750-042-8.
- 99. Demko, George. The Russian Colonization of Kazakhstan.
- 100. Krueger, John R. (editor). The Uralic and Altaic Series: An Analytical Index. Bloomington. 1970. 81 pp. ISBN 0-87750-000-2.
- 101. Bayerle, Gustav. Ottoman Diplomacy in Hungary. Bloomington. 1972. 204 pp. ISBN 0-87750-169-6.
- 102. Montgomery, David C. Mongolian Newspaper Reader Bloomington. 1969. 203 pp. ISBN 0-87750-083-5.
- 103. Erdélyi, István. Selkupisches Wörterverzeichnis.
- 104. Bodrogligeti, A. Sayf-i Sarayi’s Gulistan Bi’t Turki.
- 105. Nemser, William. An Experimental Study of Phonological Interference in the English of Hungarians. Bloomington. 1971. 191 pp. ISBN 0-87750-043-6.
- 106. Yang, Ho-Chin. The Annals of Kokonor. Bloomington. 1969. 125 pp. ISBN 0-87750-084-3.
- 107. Raun, Alo. Essays in Finno-Ugric and Finnic Linguistics. Bloomington. 1971. 128 pp. ISBN 0-87750-152-1.
- 108. Paulson, Ivar. The Old Estonian Folk Religion.
- 109. Rédei, Károly. Zyrian Loanwords in Vogul.
- 110. Veenker, Wolfgang. Vogul Suffixes and Pronouns (An Index a Tergo). Bloomington. 1969. 65 pp. ISBN 0-87750-044-4.
- 111. Shoolbraid, G.M.H.The Oral Epic of Siberia and Central Asia.
- 112. Rank, Gustav. Old Estonia: The Peoples and Culture.
- 113. Eckmann, Janos. The Divan of Gada’i. Bloomington. 1971. 538 pp. ISBN 0-87750-153-X.
- 114. Lie, Hiu. Die Mandschu-Sprachkunde in Korea. Bloomington. 1971. 304 pp. ISBN 0-87750-162-9.
- 115. Doerfer, Gerhard. Khalaj Materials (in collaboration with Wolfram Hesche, Hartwig Scheinhardt, and Semih Tezcan). Bloomington. 1971. 337 pp. ISBN 0-87750-150-5.
- 116. Nicht veröffentlicht.
- 117. Kerek, Andrew. Hungarian Metrics: Some Linguistic Aspects of Iambic Verse. Bloomington 1971. 186 pp. ISBN 0-87750-163-7.
- 118. Tietze, Andreas. Advanced Turkish Reader: Texts from the Social Sciences and Related Fields.
- 119. Luthy, Melvin J. Phonological and Lexical Aspects of Colloquial Finnish. Bloomington. 1973. 93 pp. ISBN 0-87750-173-4.
- 120. Basgöz, Ilhan. Turkish Folklore Reader.
- 121. De Rachewiltz, Igor. Index to the Secret History of the Mongols. Bloomington. 1972. 343 pp. ISBN 0-87750-166-1.
- 122. Nickul, Karl. The Lappish Nation: Citizens of Four Countries.
- 123. Stone, Frank A. The Rub of Cultures in Turkey: Literary Views of Education. Bloomington. 1973. 184 pp. ISBN 0-87750-179-3.
- 124. Olson, Robert W. The Siege of Mosul and Ottoman-Persian Relations.
- 125. Hangin, John G. Intermediate Mongolian.Bloomington. 1975. 379 pp. ISBN 0-87750-195-5.
- 126. Krueger, John R. A Tuvan Manual.
- 127. Nicht veröffentlicht.
- 128. Smith, Jerry C. and Urban, William L. The Livonian Rhymed Chronicle.
- 129. Nicht veröffentlicht.
- 130. Nicht veröffentlicht.
- 131. Sinor, Denis (editor). Studies in Finno-Ugric Linguistics in Honor of Alo Raun. Bloomington and Louvain (Edition Peeters). 1977. 440 pp. ISBN 0-933070-00-4.
- 132. Sebeok, Thomas A. Cheremis Literary Reader with Glossary. Bloomington and Louvain (Edition Peeters). 1978. 138 pp. ISBN 2-8017-0096-7.
- 133. Moses, Larry W. The Political Role of Mongol Buddhism. Bloomington. 1977. 299 pp. ISBN 0-933070-01-2.
- 134. Clark, Larry V. and Draghi, Paul A. (editors). Aspects of Altaic Civilization II. Proceedings of the Eighteenth Meeting of the Permanent International Altaistic Conference. Bloomington, June 29-July 5, 1975. Bloomington and Louvain (Edition Peeters). 1978. 212 pp. ISBN 0-933070-02-0.
- 135. Grønbech, Vilhelm. Preliminary Studies in Turkic Historical Phonology.
- 136. Grønbech, Kaare. The Structure of the Turkic Languages.
- 137. Kwanten, Luc and Hesse, Susan. Tangut (Hsi Hsia) Studies: A Bibliography. Bloomington. 1980. 125 pp. ISBN 0-933070-05-5.
- 138. Ewing, Thomas Esson. Between the Hammer and the Anvil? Chinese and Russian Policies in Outer Mongolia, 1911-1921. Bloomington. 1980. 300 pp. ISBN 0-933070-06-3.
- 139. Nicht veröffentlicht.
- 140. Rozycki, William, with the assistance of Rex Dwyer. A Reverse Index of Manchu. Bloomington. 1981. 189 pp. ISBN 0-933070-08-X.
- 141. Zygas, Victoria Egle and Voorheis, Peter (editors). Folklorica: Festschrift for Felix J. Oinas. Bloomington. 1982. 348 pp. ISBN 0-933070-09-8.
- 142. Kwanten, Luc. The Timely Pearl: A 12th Century Tangut-Chinese Glossary, Volume 1: The Chinese Glosses. Bloomington. 1982. 265pp. ISBN 0-933070-10-1.
- 143. Sinor, Denis. Essays in Comparative Altaic Linguistics. Bloomington. 1990. 271 pp. ISBN 0-933070-26-8.
- 144. Lindner, Rudi Paul. Nomads and Ottomans in Medieval Anatolia. Bloomington. 1983. 167 pp. ISBN 0-933070-12-8.
- 145. Sinor, Denis (editor). Aspects of Altaic Civilization III: Proceedings of the Thirtieth Meeting of the Permanent International Altaistic Conference, Bloomington, Indiana, June 19-25, 1987. Bloomington. 1990. ix, 265 pp. ISBN 0-933070-25-X.
- 146. Mitler, Louis. Contemporary Turkish Writers: A Critical Bio-Bibliography of Leading Writers in the Turkish Republican Period up to 1980.Bloomington. 1988. 325 pp. ISBN 0-933070-14-4.
- 147. Oinas, Felix. Studies in Finnic Folklore. Bloomington. 1985. 219 pp. ISBN 0-933070-15-2.
- 148. Halkovic, Stephen A. Jr. The Mongols of the West. Bloomington. 1985. 226 pp. ISBN 0-933070-16-0.
- 149. Moses, Larry and Halkovic, Stephen A. Jr. Introduction to Mongolian History and Culture. Bloomington. 1985. 305 pp. ISBN 0-933070-18-7.
- 150. Hangin, Gombojab et al. A Modern Mongolian-English Dictionary. Bloomington. 1986. 900 pp. ISBN 0-933070-19-5.
- 151. Thomson, Ian. Humanist Pietas: The Panegyric of Ianus Pannonius on Guarinus Veronensis. Medievalia Hungarica Series, vol. 1, Emanuel J. Mickel (editor). Bloomington. 1988. 251 pp. ISBN 0-933070-21-7.
- 152. Popova, L. P. Bibliografiia po sovetskomu mongolovedenii [Mongolian Studies in the Soviet Union: A Bibliography of Soviet Publications 1981-1986] [in Russian]. Bloomington. 1988. 95 pp. ISBN 0-933070-22-5.
- 153. Kane, Daniel. The Sino-Jurchen Vocabulary of the Bureau of Interpreters. Bloomington. 1989. 461 pp. ISBN 0-933070-23-3.
- 154. Hu Zhen-hua and Guy Imart. A Kirghiz Reader. Bloomington. 1989. 419 pp. ISBN 0-933070-24-1.
- 155. Thuroczy, Janos. Chronicle of the Hungarians. Medievalia Hungarica Series, vol. 2, Emanuel J. Mickel (editor). Bloomington. 1991. 225 pp. ISBN 0-933070-27-6.
- 156. Nazarov, Bakhtiyar and Sinor, Denis (editors). Essays on Uzbek History, Culture, and Language. Bloomington. 1993. 119 pp. ISBN 0-933070-29-2.
- 157. Rozycki, William. Mongol Elements in Manchu. Bloomington. 1994. 255 pp. ISBN 0-933070-31-4.
- 158. Molnár, A. Weather Magic in Inner Asia. Bloomington. 1995. 174 pp. ISBN 0-933070-33-0.
- 159. Tuldava, J. Estonian Textbook: Grammar, Exercises, Conversation. Bloomington. 1994. 379 pp. ISBN 0-933070-54-3.
- 160. Bregel, Yuri. Bibliography of Islamic Central Asia, Parts I-III. 3 vols., 1513 pp. Bloomington. 1995. ISBN 0-933070-35-7.
- 161. Ismatullaev, K. Modern Literary Uzbek I. Bloomington. 1995. 551 pp. ISBN 0-933070-36-5.
- 162. Beller-Hann, I. A History of Cathay, A Translation and Linguistic Analysis of a Fifteenth-Century Turkic Manuscript. Bloomington. 1995. 200 pp. ISBN 0-933070-37-3.
- 163. Mürk, Harri. A Handbook of Estonian Nouns, Adjectives, and Verbs. Bloomington. 1997. 364 pp. ISBN 0-933070-42-X.
- 164. Schütz, Edmond. Armeno-Turcica. Selected Studies. Bloomington. 1998. 424 pp. ISBN 0-933070-43-8.
- 165. McRobbie-Utasi, Zita. Quantity in the Skolt (Lappish) saami Language: An Acoustic Analysis. Bloomington. 1999. 255 pp. ISBN 0-933070-45-4.
- 166. Barat, Kahar. The Uygur-Turkic Biography of the Seventh-Century Chinese Buddhist Pilgrim Xuanzang, Ninth and Tenth Chapters. Bloomington. 2001. 430 pp. ISBN 0-933070-462.
- 167. DeWeese, Devin, (editor). Studies on Central Asian History in Honor of Yuri Bregel. Bloomington. 2001. 354 pp. ISBN 0-933070-48-9.
- 168. Honey, David B. and Wright, David C. (editors). Altaic Affinities. Proceedings of the 40th Meeting of the Permanent International Altaistic Conference (PIAC), Provo, Utah (1997). Bloomington. 2001. 290 pp. ISBN 0-933070-49-7.
- 169. Aczel, Richard, and Nemes, Péter (editors). The Finer Grain: Essays in Honor of Mihály Szegedy-Maszák. Bloomington. 2003. 317 pp. ISBN 0-933070-50-0.
- 170. Mawkanuli, Talant. Jungar Tuvan Texts. Bloomington. 2005. 266 pp. ISBN 0-933070-51-9.
- 171. Kara, György. Books of the Mongolian Nomads: More Than Eight Centuries of Writing Mongolian [an expanded English edition translated from the Russian by John R. Krueger]. Bloomington. 2005. 371 pp. ISBN 0-933070-52-7.
- 172. Rásonyi, László. Onomasticon Turcicum: Turkic Personal Names. Bloomington. 2007. 836 pp. ISBN 978-0-933070-56-1.
- 173. Rybatzki, Volker, Alessandra Pozzi, Peter W. Geier, and John R. Krueger (editors). The Early Mongols: Language, Culture and History. Studies in Honor of Igor de Rachewiltz on the Occasion of his 80th Birthday. Bloomington, 2009. 217 pp. ISBN 978-0-933070-57-8.
- 174. LUO Xin and Roger Covey (editors). Chinese Scholars on Inner Asia. Bloomington, 2012. 707 pp. ISBN 978-0-933070-58-5.

- Special Unnumbered Volume: Miklós, Szántó. Életutam: Hét rendszerváltáson át [in Hungarian]. Bloomington. 2006. 595 pp. ISBN 0-933070-55-1.